# Кафуенска лечва
Кафуенска лечва (лат. Kobus leche kafuensis) је подврста врсте афричке антилопе лечве (Kobus leche). 

## Распрострањење и станиште
Ареал подврсте је ограничен на Равницу Кафуе у Замбији, која је станиште многих врста животиња прилагођених животу у мочвари.
Станиште подврсте су слатководна подручја.

## Угроженост
Ова подврста се сматра рањивом у погледу угрожености од изумирања. Популација подврсте је стабилна и постепено је расла од 40.000-45.000 у 1980-им, до 50.000-70.000 у 1999.